# Economia de guerra

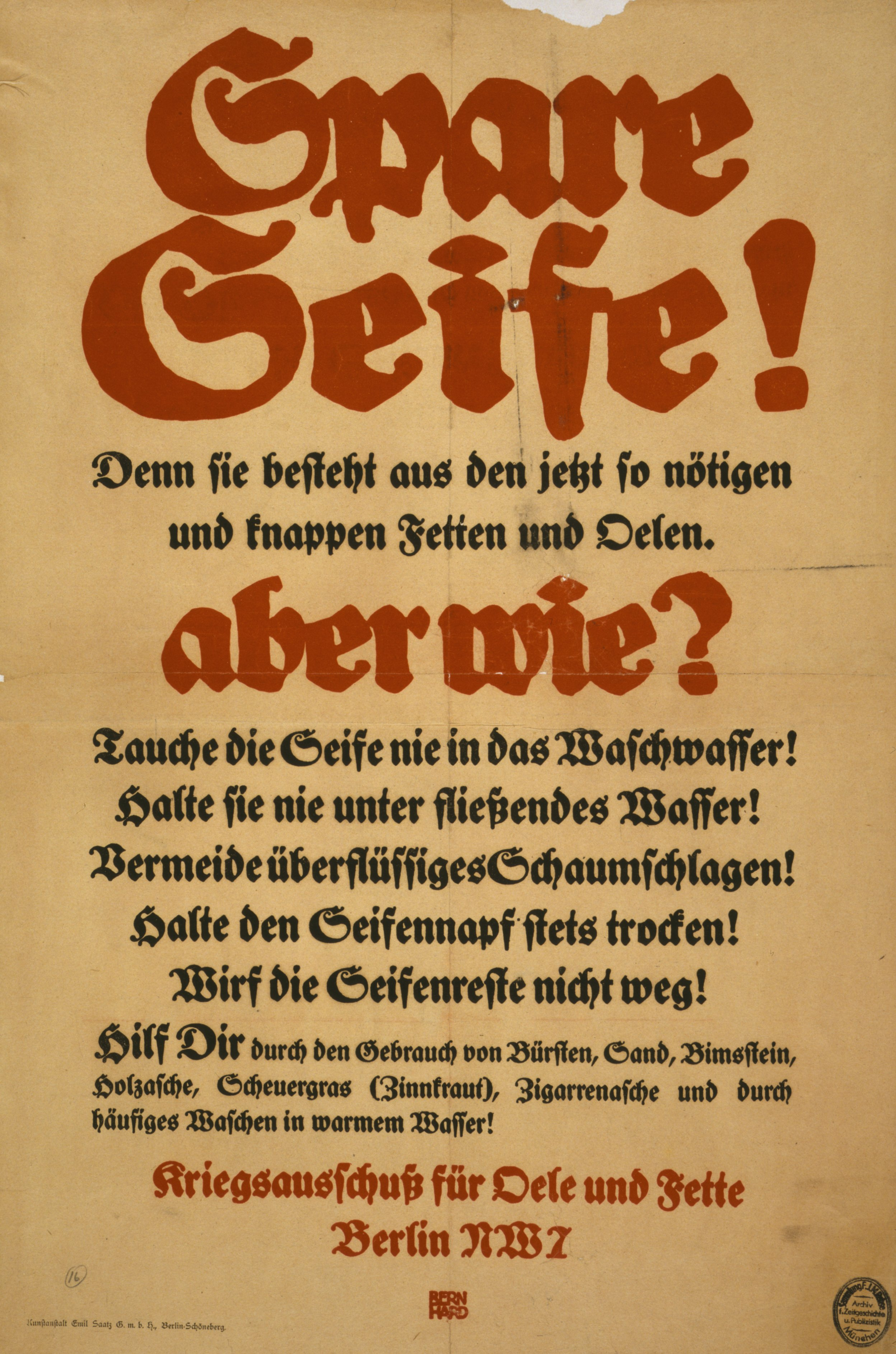
Cartaz difundido na Alemanha durante a Primeira Guerra Mundial explica à população como economizar sabão.

Economia de guerra é um conjunto de práticas econômicas excepcionais, aplicadas durante certos períodos históricos de fortes agitações ou extrema isolamento econômico, geralmente, mas nem sempre, ligadas à ocorrência de conflito armado. Tais práticas tem como objetivo manter as atividades econômicas indispensáveis ao país, a autosuficiência, a dissuasão do consumo privado e a garantia da produção de alimentos e itens básicos ao consumo, bem como das necessidades militares Estado, que, para tanto, precisa exercer total controle da economia.
A economia de guerra ou economia de tempo de guerra é o conjunto de contingências empreendidas por um Estado moderno para mobilizar a sua economia para a produção de guerra. Philippe Le Billon descreve uma economia de guerra como um “sistema de produção, mobilização e alocação de recursos para sustentar a violência”. Algumas medidas tomadas incluem o aumento das taxas Taylor, bem como a introdução de programas de alocação de recursos. As abordagens à reconfiguração da economia diferem de país para país.
Muitos estados aumentam o grau de planeamento nas suas economias durante as guerras; em muitos casos, isto estende-se ao racionamento e, em alguns casos, ao recrutamento para as defesas civis, como o Exército Terrestre Feminino e os Bevin Boys no Reino Unido durante a Segunda Guerra Mundial. Durante situações de guerra total, certos edifícios e posições são frequentemente vistos como alvos importantes pelos combatentes. O bloqueio da União, a Marcha para o Mar do General da União William Tecumseh Sherman durante a Guerra Civil Americana e o bombardeamento estratégico de cidades e fábricas inimigas durante a Segunda Guerra Mundial são exemplos de guerra total.
No que diz respeito ao lado da procura agregada, o conceito de economia de guerra tem sido associado ao conceito de "keynesianismo militar", em que o orçamento militar do governo estabiliza os ciclos e flutuações económicas e/ou é utilizado para combater recessões. Do lado da oferta, observou-se que as guerras têm por vezes o efeito de acelerar o progresso tecnológico a tal ponto que uma economia fica grandemente fortalecida após a guerra, especialmente se tiver evitado a destruição relacionada com a guerra. Foi o caso, por exemplo, dos Estados Unidos na Primeira Guerra Mundial e na Segunda Guerra Mundial. Alguns economistas (como Seymour Melman) argumentam, no entanto, que a natureza perdulária de grande parte da despesa militar pode eventualmente prejudicar o progresso tecnológico.
A guerra é frequentemente utilizada como um último esforço para evitar a deterioração das condições económicas ou crises monetárias, particularmente através da expansão dos serviços e do emprego nas forças armadas, e ao mesmo tempo despovoando segmentos da população para libertar recursos e restaurar a ordem económica e social. Uma economia de guerra temporária também pode ser vista como um meio de evitar a necessidade de uma militarização mais permanente. Durante a Segunda Guerra Mundial, o presidente dos EUA, Franklin D. Roosevelt, afirmou que se as potências do Eixo vencessem, então "teríamos de nos converter permanentemente numa potência militarista com base na economia de guerra".

## Características
Algumas das características mais frequentes das economias de guerra são:
- Política monetária extremamente austera, visando evitar processos de hiperinflação
- Priorização da autosuficiência em termos de produtos básicos e material bélico
- Aplicação de medidas para redução de consumo de energia
- Recurso à mão de obra feminina de baixo custo para preencher postos de trabalho antes ocupados por homens convocados pelas forças armadas
- Mudanças na política agrícola, visando fomentar a produção de grãos, e na administração dos preços agrícolas
- Aumento da produção da indústria pesada e da indústria militar
- Aplicação de medidas de redução do consumo privado, incluindo o racionamento, tanto para a indústria quanto para as famílias